# Scharwenzel

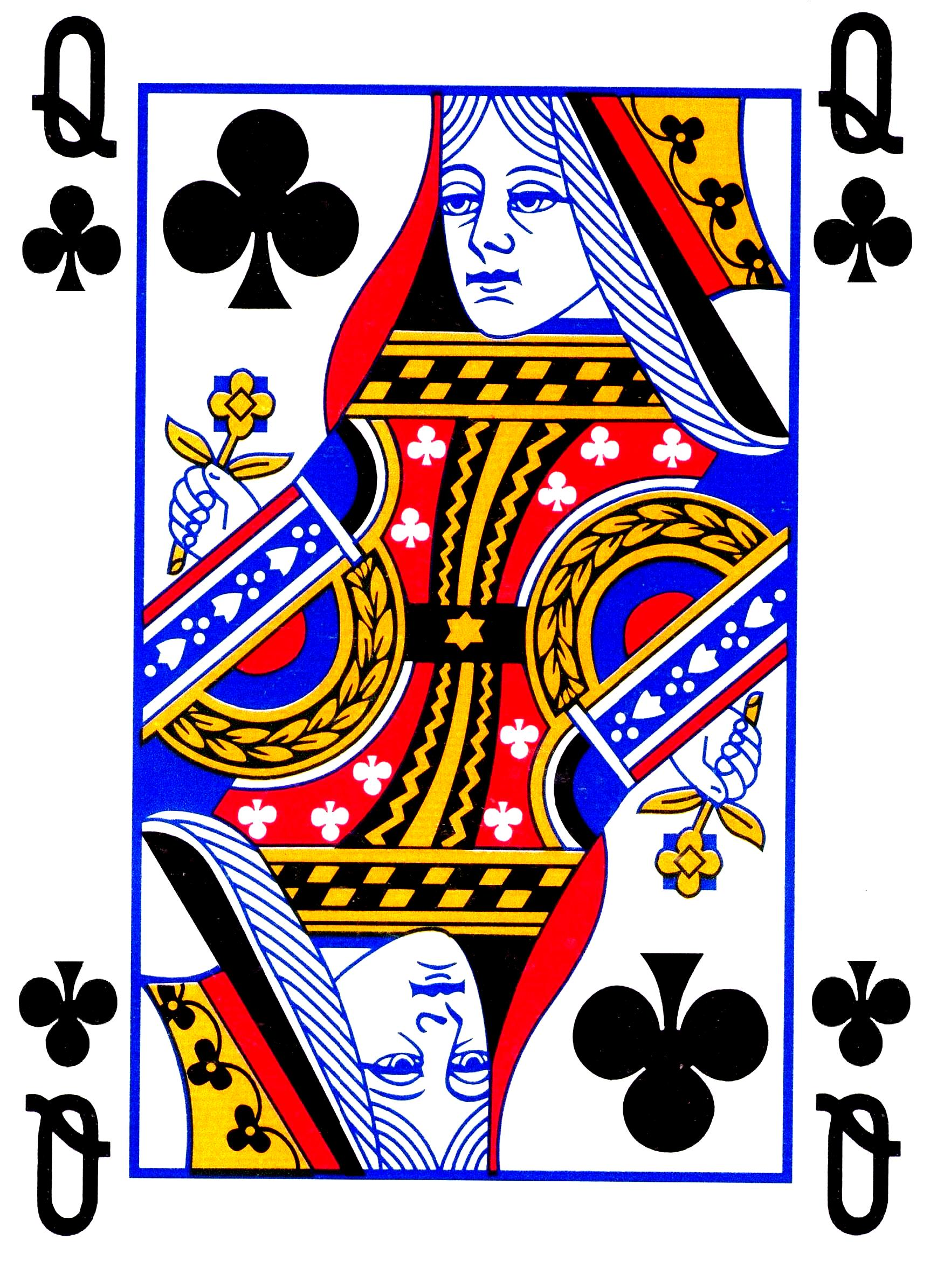
Der höchste Trumpf: die Käppen sin Madam

Scharwenzel ist ein altes fehmarnsches Kartenspiel für vier, sechs oder acht Personen, die zwei Parteien bilden („Ihr“ und „Wir“). Bei diesem Spiel werden die Stiche gezählt.

## Geschichte
Scharwenzel wird seit dem 18. Jahrhundert auf Insel Fehmarn gespielt und wurde möglicherweise aus Dänemark eingeführt. Anscheinend wurde um 1710 auch in Holland ein Spiel „deutschen Ursprungs“ namens „Scharrewenselen“ gespielt und „Scharwentzeln“ wurde 1715 in Deutschland aufgezeichnet. In Dänemark ist Schierwentzel 1772 als Glücksspiel genannt neben Styrvolt, Cinq & Neuf, Passedix, Hypken, Trekort, Dutmachen, Bys, Rusk und anderen. Diese frühen Berichte könnten sich jedoch auf das beliebte, aber nicht verwandte Wettspiel Scherwenzel beziehen.
Die dänische Variante Skærvindsel und die färöische Variante, Sjevinsel, weisen große Ähnlichkeit mit dem Fehmarner Scharwenzel auf. Manchmal wird die gleiche Terminologie verwendet, z. B. werden die Matadoren in Skærvindsel Matadorer und in Sjevinsel Makadorer genannt. Das Spiel ist wahrscheinlich mit dem Deutschen Schafkopf verwandt.
„Scherwenzel“ wurde in den 1840er Jahren als Weihnachtsspiel in Angeln gespielt und zwar im Nordwesten der Halbinsel Jütland. 1910 berichtete Wossidlo, dass es ein mecklenburgisches Spiel war, ohne jedoch Einzelheiten anzugeben.
Das Wort „Scharwenzel“ oder „Scherwenzel“ bezeichnete früher eine Person, die übermäßig höflich war und immer bereit war, aus Eigeninteresse jene Menschen, von denen etwas gewonnen werden könnte, zu schmeicheln. Der Name könnte sich vom italienischen „servente“ ableiten oder sich aus den Wörtern „scharren“ („schaben“) und dem Namen „Wenzel“ („Wenzel“) zusammensetzen. was ein Spitzname für den Buben ist. Daher kann es sich auf die Tatsache beziehen, dass die Buben in diesem Spiel zwei Damen untergeordnet sind, während sie in anderen beliebten deutschen Spielen (z. B. Skat und Schafkopf) die obersten Trümpfe sind. Andere bunte Begriffe der Seefahrt, wie etwa Kapitänstochter für die ♠D und Wasserträger für den ♦B, wurden den höchsten Trümpfe gegeben (siehe Ausdrücke weiter unten).
Mittlerweile finden auch Scharwenzel-Turniere statt, bei denen mehr als zwei Parteien gegeneinander antreten. So wird seit 2012 bei einem Turnier jeweils Anfang November der Sieger unter 26 bis 30 angetretenen Mannschaften ermittelt.

## Überblick
Scharwenzel ist ein Stichspiel, bei dem die Spieler zwei Mannschaften bilden, „Ihr“ und „Wir“, die um Stiche konkurrieren. Die Berechnungs-Regeln sind von Dorf zu Dorf unterschiedlich. Seit 2012 findet jedes Jahr im November auf Fehmarn ein Turnier statt, bei dem der Sieger aus 26 bis 30 teilnehmenden Mannschaften gekürt wird.
Das Hauptziel von Scharwenzel ist es, die meisten „Fäden“ zu erzielen, die durch Linien auf der Spielliste oder der Tafel festgehalten werden. Fäden erhält man, indem man ein Spiel gewinnt, also 24 Punkte. Punkte erhält man, indem man die Mehrheit der Stiche in einem bestimmten Spiel gewinnt.

## Spielkarten
Es wird ein französisches Blatt mit entweder 32 oder 36 Karten verwendet; die Anzahl der Karten hängt von der Anzahl der Spieler ab. Eine Trumpfdame gibt es nur, wenn die Trumpffarbe Herz oder Karo ist, da die Kreuz- und Pikdamen permanente Trumpfkarten sind, die früher als „Käppen sin Madam“ (Kapitänsfrau) und „Käppen sin Dochter“ (Kapitänstochter) bekannt waren, später jedoch „Olsch“ bzw. „Basta“ genannt wurden. Die Trumpfkarte 6 erscheint nur bei Spielen mit sechs Spielern, da bei vier oder acht Spielern nur 32 Karten verwendet werden.
Vor Kurzem hat das Tourismusbüro Fehmarn maßgeschneiderte Karten für das „historische Scharwenzelspiel“ auf den Markt gebracht. Dabei handelt es sich um 36-Karten-Sets mit französischen Farben und Meeresmotiven, die in einem Boxset mit Spiellisten und einem Regelsatz geliefert werden.
Die Rangfolge der Karten lautet:
| Kartenrang (Spiel zu viert od. acht) |              |                |                |
| Trumpffarbe                          |              |                |                |
| D 7 D B B A K (D) 10 9 8             |              |                |                |
| Nebenfarben                          |              |                |                |
| Kreuz                                | Pik          | Herz           | Karo           |
| A K 10 9 8 7                         | A K 10 9 8 7 | A K D 10 9 8 7 | A K D 10 9 8 7 |

Die Trumpf-Damen werden nur bei Herz- und Karo-Spiel berücksichtigt, da die Kreuz- und Pik-Damen „Olsch“ bzw. „Basta“ sind (siehe unten).
Die Trumpf-Sechs wird nur bei sechskantigem Spiel berücksichtigt, da bei vier oder acht Spielern nur 32 Karten im Spiel sind.

## Spielverlauf
Das Folgende basiert auf McLeod und Detlef.

### Parteien
Die Parteien werden mit roten und schwarzen Karten ausgelost, wer mit wem spielt. Die Spieler mit der gleichen Kartenfarbe sind auf derselben Seite, d. h. wenn der erste Spieler eine rote Karte wie die Karo Neun erhält, wird der nächste Spieler, der eine rote Karte erhält, sein „Macker“ (d. h. „Partner“). Beim Spiel zu viert sitzen sich die Macker gegenüber. Beim Spiel zu sechst oder acht sitzen sich die Spieler der gegnerischen Seiten abwechselnd auf den Plätzen.

### Bieten
Die Karten werden vom Geber gemischt und nach rechts abgehoben. Im Uhrzeigersinn mit Vorhand (links vom Geber) beginnend werden den Spielern dann alle verfügbaren Karten in Paketen zu 2 oder, bei 4 Spielern, zu 3, 2 und 3 ausgeteilt. Vorhand führt dann das Bieten an. Die Spieler bieten die Anzahl der Karten in ihrer längsten (potenziellen Trumpf-)Farbe oder sagen „weiter“ oder „paß“, wenn sie 2 oder weniger in jeder Farbe haben. Jedes Gebot muss das vorherige übertreffen, sonst muss der Spieler passen. Man kann entweder mit einer höheren Anzahl von Karten in einer Farbe überbieten oder, wenn ihre längste Farbe Kreuz ist, indem man dieselbe Anzahl bieten, d. h. indem man „4 besser“ oder „4 echt“ ansagt, wenn das aktuell höchste Gebot 4 ist und er 4 Kreuzkarten hat. Der Gewinner der Bietrunde sagt die Trumpffarbe an. Wenn alle passen (nur beim Spiel zu acht möglich), wird Kreuz Trumpf; in der Regel endet solche Spiel unentschieden oder „Bock“, wobei die Punkte weitergetragen werden.

### Stiche nehmen
Vorhand spielt zum ersten Stich aus. Die Spieler müssen Farbe bedienen oder, wenn sie dazu nicht in der Lage sind, eine beliebige Karte zuwerfen. Der Stich wird mit dem höchsten Trumpf gewonnen oder, wenn kein Trumpf gespielt wird, mit der höchsten Karte der ausgespielten Farbe. Der Gewinner spielt zum nächsten Stich aus.
Da die Spieler ihrer eigenen Seite nicht verraten dürfen, welche Karten sie halten, sitzt immer ein Mitglied des gegnerischen Teams zwischen zwei Spielern. Trotzdem dürfen die Spieler ihren Macker vorschlagen, ein Herz zu spielen, zum Beispiel indem sie etwas sagen wie „Een Hart hett jeder“ („jeder hat ein Herz“).

## Berechnung
Die Partei, die in einer Runde mehr Stiche erhält, bekommt dafür eine bestimmte Anzahl an Punkten. Die genauen Regeln über die Berechnung können sich von Dorf zu Dorf unterscheiden. Ziel des Spiels ist es, möglichst viele Fäden zu sammeln, die man für bestimmte Erfolge erhält:
- Man erhält einen Faden (|), d. h. Strich, wenn man 24 Punkte gesammelt hat.
- Man erhält einen Faden mit einem Häkchen (┐), wenn man in einem Spiel alle Stiche macht („Tout“. Ist dies der Fall, gibt es für alle Spieler einen Schnaps).
- Man erhält zwei Fäden mit einem Häkchen, wenn man vor dem Ausspielen der ersten Karte einen Tout ansagt.
- Man erhält zwei (bzw. vier bei angesagtem Tout) für einen umgeschmissenen Tout, d. h. die gegnerische Partei war beim Versuch auf Tout zu spielen nicht erfolgreich.
- Man erhält zwei Fäden mit einem Dach darüber (⇑), ein sog. „Petersdorfer“, wenn die gegnerische Partei keine Punkte holt, während man selbst 24 Punkte gesammelt hat.

Also die Berechnung erfolgt durch eine Kombination aus Punkten, Fäden, dargestellt als Striche (|), und Haken, dargestellt als umgedrehtes L (┐):
| Berechnung                    | Berechnung                                                    | Berechnung | Berechnung | Berechnung |
| ----------------------------- | ------------------------------------------------------------- | ---------- | ---------- | ---------- |
| Gewinn/Bonus                  | Erklärung                                                     | Punkte     | Fäden (\|) | Haken (┐)  |
| Doppelspiel (Kreuz) gewinnen  | Mehrheit der Stiche gewinnen;Kreuz ist Trumpf                 | 4          | –          | –          |
| Einfachspiel (Kreuz) gewinnen | wie oben; alle haben gepasst                                  | 2          | –          | –          |
| Einfachspiel gewinnen         | Mehrheit der Stiche gewinnen; Kreuz is nicht Trumpf           | 2          | –          | –          |
| „Für die ersten“              | Mehrheit der Stiche gewinnen; Gegner machen keinen Stich      | 2          | –          | –          |
| Matadoren                     | Eine Partei hat die 3 höchste Trümpfe                         | 3          | –          | –          |
| Zusätzliche Matadoren         | Eine Partei hat die 4 bis 7 höchste Trümpfe                   | 1/Matador  | –          | –          |
| Bock                          | Spiel unentschieden; Punkte übergetragen. Symbole: )( oder )( | 2/4        | –          | –          |
| Runde gewinnen                | Partei hat zuerst 24 oder mehr Punkte gemacht. Symbol: l      | –          | 1          | –          |
| Petersdorfer                  | Runde 24 – 0 gewinnen. Symbol: ⇑                              | –          | 2          | –          |
| Tout unangesagt gewinnen      | Alle Stiche nehmen; „Tout“ nicht vorher angesagt. Symbol: ┐   | 2/4        | –          | 1          |
| Tout angesagt gewinnen        | Alle Stiche nehmen; „Tout“ vorher angesagt. Symbol:           | 2/4        | –          | 2          |
| Tout unangesagt verlieren     | Alle Stiche nehmen; „Tout“ nicht vorher angesagt.             | –          | –          | −2         |
| Tout angesagt verlieren       | Alle Stiche nehmen; „Tout“ vorher angesagt.                   | –          | –          | −4         |

## Ausdrücke

### Höchste Trümpfe
Scharwenzel war früher als Schipper-Schrill benannt, weil es ein beliebtes Spiel unter Seefahrern war. Schipper bedeutet 'Schiffskapitän' und Schrill bedeutet Lümmelbeschlag. Das Spiel ist nicht mit Scharwenzeln zu verwechseln, das eine bayerische Variante von Färbeln ist, ein Hazardspiel für zwei bis acht Personen worin die Buben oder Unter Scharwenzel genannt und wilde Karten wurden.
Die Haupttrümpfe hatten die folgende Benennung:
| Name der Karten |                     |                     |                        |                    |
|                 | Ursprüngliche Namen | Ursprüngliche Namen | Späterer Namen         | Späterer Namen     |
| Karte           | Hochdeutsch         | Niederdeutsch       | Hochdeutsch            | Niederdeutsch      |
| ♣Q              | Frau der Kapitän    | Käppen sin Madam    | die Alte oder Spadille | Oldsch or Spedilje |
| Trumpf 7        | Steuermann          | Stürmann            | Sieben oder Manille    | Söv or Nilje       |
| ♠Q              | Tochter der Kapitän | Käppen sin Dochter  | Basto                  | Basta              |
| ♣J              | Zimmermann          | Timmermann          | Kreuzbube              | Kleverbur          |
| ♠J              | Mauerer             | Murmann             | Pikbube                | Piekbur            |
| ♥J              | Schiffsjunge        | Knuppen             | Herzbube               | Hartenbur          |
| ♦J              | Wasserträger        | Waterdreger         | Karobube               | Rutenbur           |

Die späteren Namen der obersten Trümpfe in Scharwenzel (von links nach rechts, vom höchsten zum niedrigsten) wurden zweifellos aus einem anderen Spiel übernommen, wahrscheinlich aus dem deutschen Solo, das wiederum Namen aus Ombre verwendete. Die Tabelle zeigt den Vergleich:
| Vergleich der Namen der höchste Trümpfe |          |          |       |
| Farbe/Rang                              | ♣D       | Trumpf 7 | ♠D    |
| Scharwenzel                             | Spedilje | Nillje   | Basta |
| Deutsches Solo                          | Spadille | Manille  | Basta |
| L’Hombre / Quadrille                    | Spadille | Manille  | Basto |

### Weitere Ausdrücke
- „besser“ – ein Spiel wird in Kreuz angesagt
- „Bock“ – ein Spiel endet unentschieden
- in „echt“ – ein Spiel wird in Kreuz gespielt
- „Macker“ – die Mitspieler der eigenen Partei
- „Matadoren“ – die höchsten Karten. Hat eine Partei beispielsweise die drei höchsten Karten, erhält sie drei Zusatzpunkte für die drei Matadoren
- „Nillje“ – die Trumpfsieben, die zweithöchste Spielkarte
- „Petersdorfer“ – Eine Runde (bis 24 Punkte) geht zu Ende, ohne dass die unterlegene Partei auch nur einen Punkt geholt hat. Angeblich geht diese Bezeichnung darauf zurück, dass die Petersdorfer besonders gut Scharwenzel gespielt haben und man bei diesen in die Lehre gehen müsste, wenn man in einer Spielrunde keinen einzigen Punkt holt.
- „Olsch“ – die Kreuz-Dame, die höchste Spielkarte
- „Spedilje“ – ebenfalls ein Name für die Kreuz-Dame
- „Tout“ – eine Partei holt in einem Spiel alle Stiche